# Terremoto de Tokachi

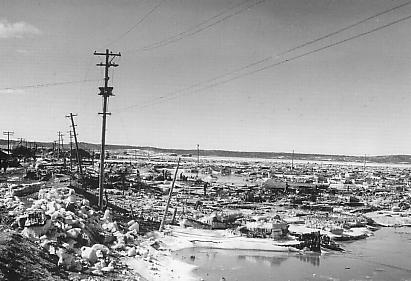
Daños causados por el Terremoto de Tokachi-Oki de 1952

Terremotos de Tokachi-Oki (japonés: 十勝沖地震) significa gran terremotos que ocurre repetidamente frente a las costas de Tokachi, Hokkaido de Japón.

## Terremoto de Tokachi de 1952
El Terremoto de Tokachi de 1952 fue un terremoto de Mw 8.1 que ocurrió el 4 de marzo de 1952. El epicentro fue 41°48′N 144°08′E / 41.8, 144.13. Ocurrió un tsunami. El saldo final fue de 28 muertes, 5 desaparecidos, 287 heridos y varias casas destruidas.

## Terremoto de Tokachi de 1968
El Terremoto de Tokachi de 1968 fue un terremoto de Mw8.2 que ocurrió el 16 de mayo de 1968. El epicentro fue 40°54′N 143°21′E / 40.90, 143.35. Ocurrió un tsunami. El saldo final fue de 52 muertes y desaparecidos, 330 heridos y varias casas destruidas.

## Terremoto de Tokachi de 2003
El Terremoto de Tokachi-Oki de 2003 fue un sismo ocurrido el viernes 26 de septiembre de 2003, a las 06:25 AM hora local. El epicentro fue 41°47′N 143°52′E / 41.78, 143.86. Su magnitud fue 8.3 en la escala de Magnitud de Momento. Alcanzó IX Mercalli y 7 Shindo. Muchos canales de TV., como NHK transmitián en vivo a esas horas y evidenciaron el susto vivido en los estudios. Algunos reían y otros trataban de mantener calma. El saldo final fue de 2 muertes, 589 heridos y varias casas destruidas.